# 三上慶子

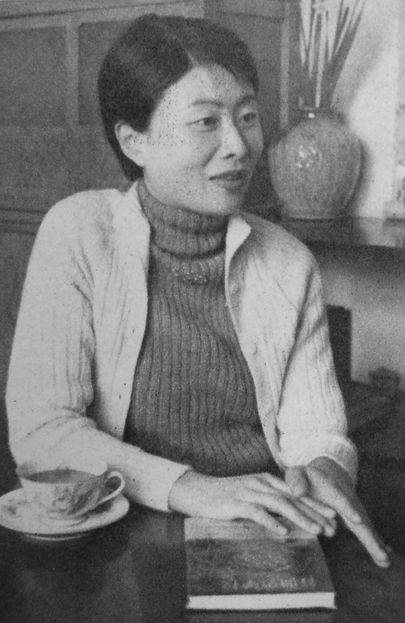
1956年

三上慶子（みかみ けいこ、1928年1月13日 - ）は、日本の作家、能楽評論家。龍田慶子（たつた けいこ）とも称する。
三上秀吉の子として京都に生まれる。恵泉女学園卒。1945年熊本県球磨郡上村（現あさぎり町）八ヶ峰に疎開して分校勤務、その時の体験を『月明学校』に書いて1951年デビュー、同年秀吉とともに西日本新聞文化賞を受賞。54年帰京、『三田文学』『近代文学』『文藝』などに小説を発表した。

## 著書
- 『月明学校』目黒書店　1951　のち現代教養文庫
- 『谷間の学校』実業之日本社　1955
- 『流感の谷』河出書房新社　1964
- 『私の能楽自習帖』河出書房新社　1973
- 『能楽鑑賞十二月』文和書房　1980 （龍田慶子名義）

## 参考
- 『文藝年鑑1978』
- 『日本近代文学大事典』講談社、1984